# Brian Deegan

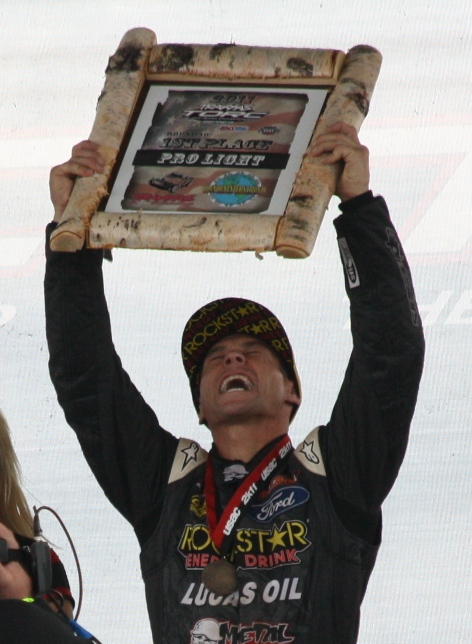
Deegan 2011

Brian Deegan (* 9. Mai 1975 in Omaha, Nebraska) ist ein US-amerikanischer Motocross-Freestyle-Biker, Rallycross-Fahrer und Kopf der Gruppe „Metal Mulisha“. Deegan ist verheiratet, hat drei Kinder und lebt in Temecula.

## Preise
- 10 ESPNX Games Medaillen
- 2 Gravity Games Medaillen
- World Freestyle Champ
- nominiert für  ESPY Award (ESPN)

## Verschiedenes
Als Stuntman wirkte er in Filmen wie Spider-Man (2002), xXx – Triple X (2002) und Fantastic Four (2005) mit.
2006 kam eine Art Biographie über ihn auf dem Markt: „Disposable Hero“ gibt ein Rückblick über die Höhen und Tiefen seit seinem Winter-X-Games-Crash 2004 wieder. Deegan gehörte dem 2008 aufgelösten Rennteam Moto XXX an, das von Erik Sandin, dem Schlagzeuger der Punk-Rock-Band NOFX, gegründet wurde.

## Zwischenfälle
2004 stürzte er bei den Winter X Games während eines „360“ dreizehn Meter in die Tiefe. Er brach sich beide Arme und einen Oberschenkel. Ein Jahr später holte er sich die Goldmedaille am selben Ort. 2005 stürzte er bei Aufnahmen zu Viva La Bam bei einem Backflip und zog sich schwere innere Verletzungen zu. Ihm wurde eine Niere entfernt, wofür Bam Margera ihm am Ende der Folge Bam on the Bayou eine persönliche Widmung aussprach.